# Бейзер, Майя
Майя Бейзер (англ. Maya Beiser; род. 1965) — американская виолончелистка израильского происхождения.
Родилась и выросла в кибуце, дочь аргентинца и француженки. С восьмилетнего возраста играет на виолончели, с десяти лет начала выступать. После получения первоначального образования в Израиле окончила школу музыки Йельского университета и обосновалась в США, где интенсивно концертирует с 1992 года. В 1994 году выпустила первый альбом с произведениями Софии Губайдулиной и Галины Уствольской. В дальнейшем получила известность, прежде всего, как интерпретатор новейшего репертуара, в том числе включающего различные мультимедийные элементы. Для Бейзер, в частности, написан «Виолончельный контрапункт» (англ. Cello Counterpoin) Стива Райха, среди других композиторов, с которыми она сотрудничает, — Освальдо Голихов, Филип Гласс, Тань Дунь, Франгиз Али-заде. Кроме того, Бейзер много работает для кинематографа (в частности, ею записаны сольные партии в саундтреке к фильму «Явление»), участвует в совместных проектах с рок-музыкантами (выступала, например, вместе с группой «Nine Inch Nails»).